# Jeroni Xanxo

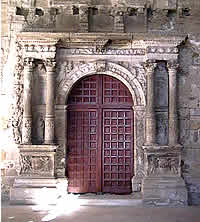
Puerta plateresca de entrada a la antigua capilla Santa Maria la Antigua desde el claustro de la Catedral Vieja de Lérida, realizada por Xeroni Xanxo.

Jeroni Xanxo o Xeroni Xanxo fue un escultor que se cree originario de la ciudad de Barcelona (España), documentado entre 1537 y 1575. Sus obras conocidas fueron todas realizadas en Cataluña.

## Obras

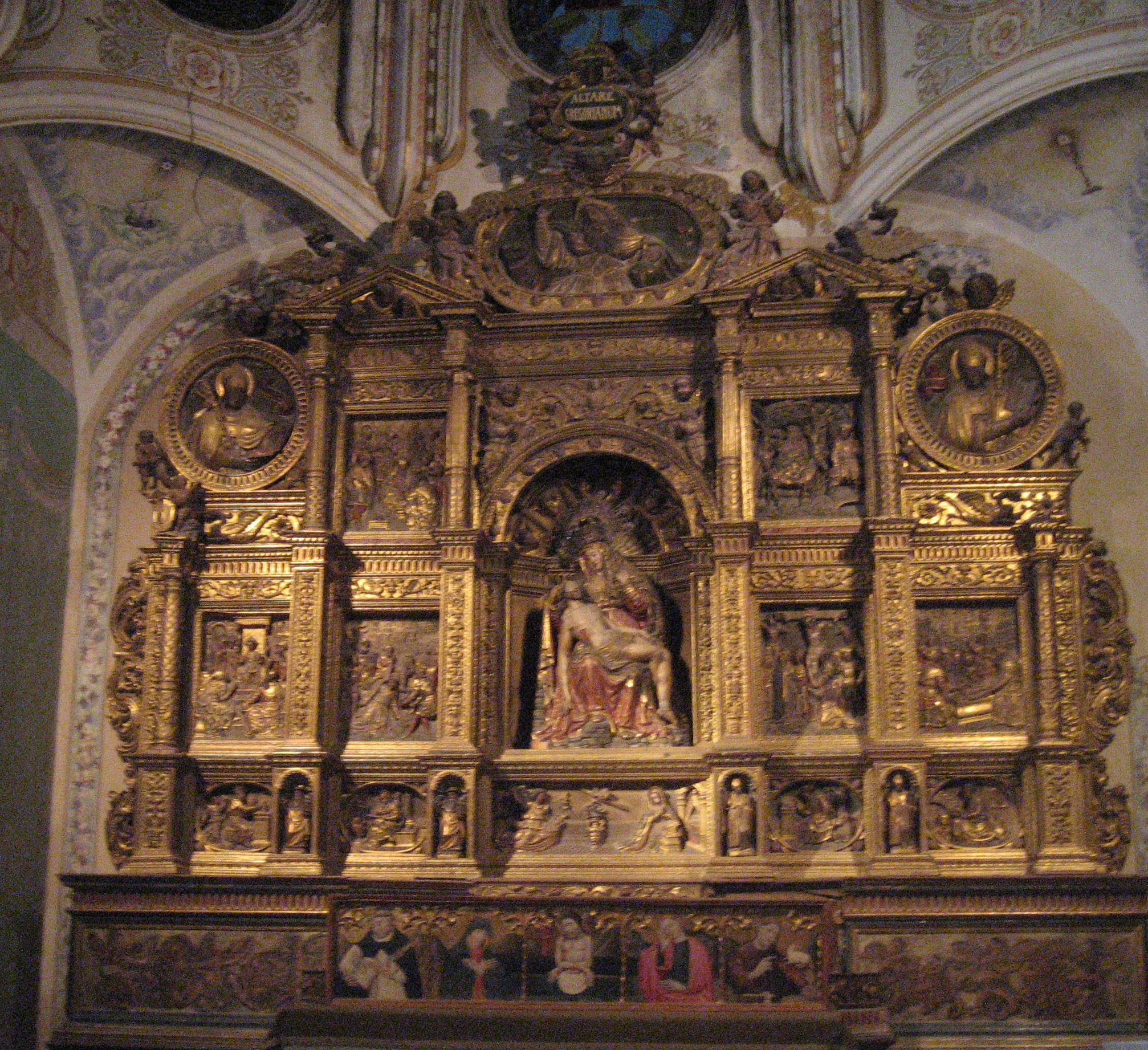
Retablo de La Piedad realizado para la Catedral de Santa María de Urgel.

- Retablo de la Piedad. Fue encargado al escultor en 1548 el retablo de la Piedad para la capilla de este mismo nombre de la Catedral de Santa María de Urgel. El retablo se organizó con cinco calles y tres cuerpos, con predela y ático. En la calle central se encuentra el grupo de la Piedad, donde demuestra el conocimiento del modelo de La Piedad de Miguel Ángel, dentro de una gran hornacina adornada con seis cabezas de angelotes. En relieve se representan los restantes dolores de María: Circuncisión, Huida a Egipto, Jesús entre los doctores de la Ley, Camino del Calvario, Crucifixión y el Descendimiento de la Cruz. Todos se encuentran enmarcados entre columnas de fuste estriado con capiteles corintios. A la altura del altar hay representaciones dentro de hornacinas de menor tamaño, de los cuatro Evangelistas y cuatro más, con los Padres de la Iglesia. En la parte más alta del retablo en sus extremos se encuentran unos medallones que representan los santos patrones Armengol y Ot. En el ático central,  la figura del Padre Eterno, también insertado dentro de un medallón ovalado.[1]
- Para la catedral Vieja de Lérida realizó una puerta en una crujía del claustro para la capilla de Santa María la Antigua de estilo plateresco a mediados del siglo XVI, está formada por un arco de medio punto entre columnas pareadas de fustes estriados. Las columnas se levantan sobre plataformas ornamentadas, y sustentan un entablamento con un friso decorado y cornisa.[2]

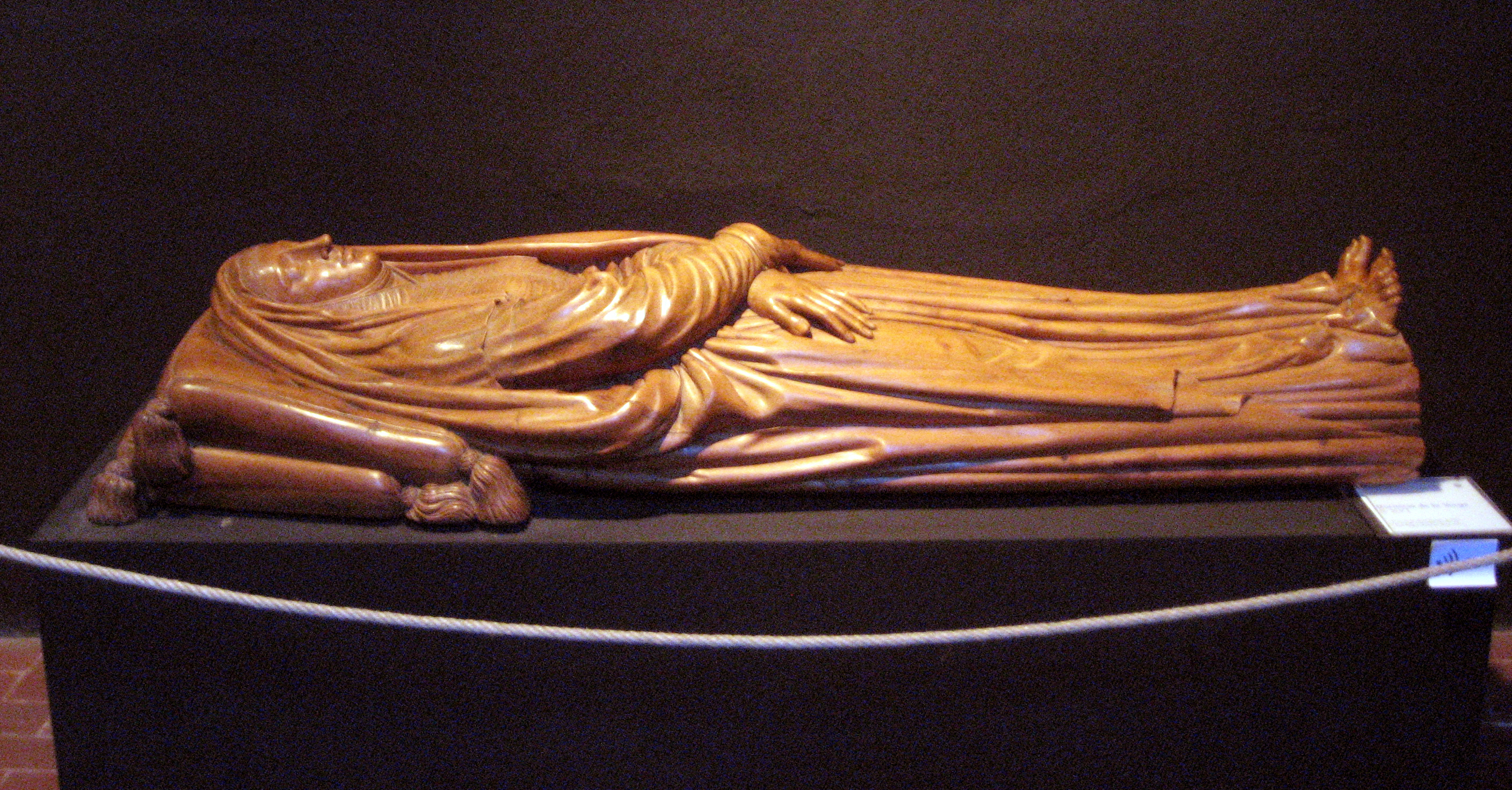
La Dormición de María.

- En 1549 realizó una de sus esculturas más logradas La Dormición de María, una figura exenta en madera de cerezo sin policromar, presentada como una imagen yacente con las manos cruzadas en su regazo, con túnica y toca con un manto que le cubre la cabeza y se alarga hasta los pies, la cara reposa sobre un cojín sin adornos. Toda la talla es de una finura admirable. Se guarda en el museo Diocesano de Urgel.[3]
- Para el órgano de la catedral de Tarragona diseñado por el maestro  Jaume Amigó realizó junto al escultor Pere Ostris, entre los años 1562 y 1566, la caja con una talla espectacular toda ella presenta un gran repertorio ornamental de grotescos, guirnaldas y ángeles.